# Cuvée Ermesinde
Cuvée Ermesinde is een Belgisch bier van hoge gisting.
Het bier wordt gebrouwen in Brasserie Saint-Monon te Ambly (Nassogne).
Het is een amberkleurig bier met een alcoholpercentage van 7,8%.